# Otto von Qualen der Jüngere
Otto von Qualen (der Jüngere) (* 13. April 1566 in Koselau; † 2. Dezember 1620 in Flensburg) war Herr auf Koselau, Klein-Nordsee und Bossee, dänischer Amtmann von Kiel, Tremsbüttel, Apenrade und Flensburg sowie Probst vom Kloster Preetz.

## Leben
Otto von Qualen war ältester Sohn von Josias von Qualen (Feldmarschall).
Seit 1587 war er mit Dorotheas von Rantzau (1566–1621) verheiratet. Aus der Ehe gingen zwei Söhne und acht Töchter hervor.
Qualen wurde in seiner frühen Jugend am Hofe des Herzogs Adolf I. zusammen mit dessen Söhnen Friedrich II. und Philipp von Hofmeister Anton Cantius erzogen. Er begleitete die beiden Prinzen auch auf deren Reisen nach Straßburg und Heidelberg.
Am 20. August 1582 wurde er an der Ruprecht-Karls-Universität Heidelberg immatrikuliert. 1585 verkaufte er seinen Hof in Mildstedt an den Herzog Adolf I., übernahm aber am 1587 in der Erbteilung Gut Koselau.
1595 wird er mit nur 28 Jahren von der inzwischen verwitweten Herzogin Christine, der von ihren Söhnen das Kieler Schloss als Witwensitz zugewiesen worden war, zum jüngsten Amtmann von Kiel gemacht. Im Gefolge von Herzog Johann Adolf wohnte er 1596 der Krönung Christian IV. in Kopenhagen bei. 1604 wird er zum Hofrat ernannt, 1604 dann Amtmann von Tremsbüttel und zusätzlich 1606 auch Amtmann von Apenrade. 1607 schickte Herzog Johann Adolf ihn zusammen mit Kanzler Nikolaus Junge nach Lübeck, um bei dem dortigen Domkapitel dafür zu sorgen, dass sein Bruder, der Bremer Erzbischof Herzog Johann Friedrich von Schleswig-Holstein-Gottorf, als Lübecker Bischof zurücktreten möchte. Beide konnten jedoch dort nichts ausrichten.
1609 wählte ihn das Stift zu Preetz zum Probst. Dieses Amt übte er bis zu seinem Tode aus.
Ostern 1610 musste Otto von Qualen allerdings seine weltliche Ämter niederlegen, nachdem er beschuldigt worden war, einige unbedachtsame Reden gegen Herzog Johann Adolf geführt zu haben. Er trat daraufhin aus dem herzoglichen Dienst aus und wechselte in den königlichen Dienst. 1611 wurde er Hofrat des Königs Christian IV. in Kopenhagen. Dieser schickte ihn 1612 an den Hof von Kaiser Matthias, um das Herzogtum Holstein als deutsches Lehen zu empfangen.
1616 wurde er Landrat und Amtmann zu Flensburg. Am 24. Dezember 1616 bestätigte der neue Herzog Friedrich III. die Privilegien des Klosters Preetz und erweitert er es „durch den ehrenfesten, unseren lieben getreuen Otto von Qualen“ um die Dörfer Warnow, Kirchbarkau und Barnissen.

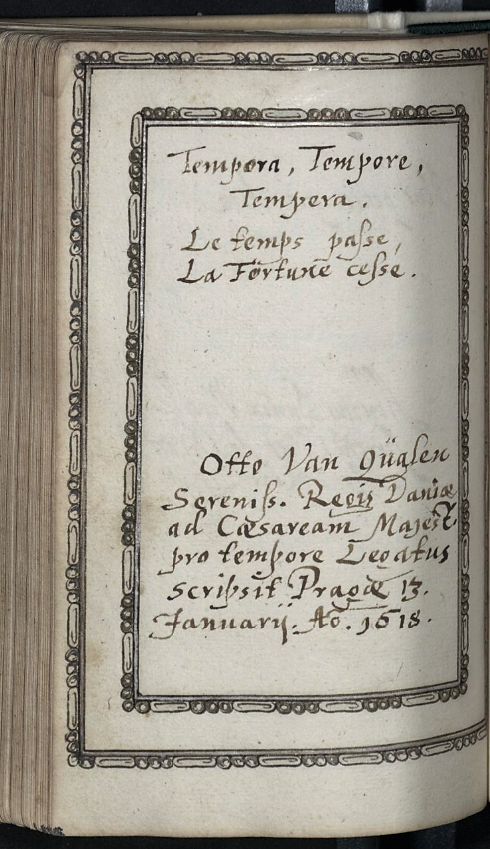
Eintragung Otto von Qualens im Stammbuch des David von Mandelsloh, Prag, 13. Januar 1618

Im Jahr darauf wird Qualen erneut vom dänischen König an den kaiserlichen Hof nach Prag entsendet. Qualen hatte sich durch seine Gewandtheit inzwischen die Gnade und Hochachtung vielen Fürsten erworben.
1618 verkaufte Qualen das Gut Koselau an Nikolaus von Ahlefeldt und kaufte dafür Klein-Nordsee und Bossee.
Otto von Qualen starb am 2. Dezember 1620 in Flensburg und wurde am 18. Januar 1621 auf dem Erbbegräbnis in Kiel beigesetzt.
Siehe auch: Qualen (Adelsgeschlecht)